# Mafalda Veiga
Ana Mafalda da Veiga Marques dos Santos, mais conhecida como Mafalda Veiga (Lisboa, 24 de Dezembro de 1965), é uma cantora e compositora portuguesa. Lançou até ao momento dez álbuns, sete dos quais álbuns de estúdio. Praia é o seu último álbum. À parte da sua carreira como cantora e compositora, a artista publicou em 2005 um livro infantil, O Carocho Pirilampo Que Tinha Medo de Voar.

## Biografia

### Início de vida e introdução à música
Mafalda Veiga nasceu no seio duma família numerosa, de cinco filhos e filhas, de origem alentejana, filha de Manuel Bruto da Costa Marques dos Santos (Cascais, São Domingos de Rana, 2 de Julho de 1942 - Lisboa, Benfica, Hospital da Luz, 27 de Setembro de 2011), lavrador e proprietário, engenheiro técnico agrário, procurador eleito à Assembleia Geral e director do extinto Grémio da Lavoura, presidente da Direcção da Coprapec, presidente da Cooperativa Agrícola de Montemor-o-Novo, presidente da Associação de Defesa Sanitária de Montemor-o-Novo (ADS) e presidente da Direcção e depois da Assembleia-Geral da União de Defesa Sanitária do Alentejo, fidalgo de Cota de Armas esquarteladas, o 1.º Cid de Bivar, o 2.º Álvares de Margão, o 3.º Ribeiro e o 4.º Correia; diferença: meia brica de prata carregada de um elo de corrente de verde; timbre: Cid de Bivar (Alvará do Conselho de Nobreza de 25 de Janeiro de 1990), etc, de ascendência alentejana pelo lado paterno e goesa e francesa pelo lado materno, e de sua mulher (Montemor-o-Novo, Nossa Senhora da Vila, São Mateus, Capela da Quinta de Sancha Cabeça, 13 de Março de 1965) Maria da Conceição Pimenta de Aguiar da Veiga (Montemor-o-Novo, Nossa Senhora do Bispo, 11 de Julho de 1946), Fidalga de Cota de Armas de de Meneses, Pimenta e Barreto (Alvará do Conselho de Nobreza de 24 de Junho de 1985), prima sobrinha paterna de Luís Miguel da Veiga, sobrinha paterna de Simão da Veiga e neta paterna de Simão Luís da Veiga; igualmente bisneta pelo lado paterno de Cipriano Justino da Costa Palhinha, 1.º Visconde de Amoreira da Torre.
Aos oito anos, na sequência do 25 de abril de 1974, Mafalda Veiga muda-se para Espanha, acompanhando os pais. Permaneceu no país vizinho até ao ano de 1980. Após essa estadia de sete anos em terras espanholas o seu pai oferece-lhe uma guitarra. Foi um tio, Pedro da Veiga, guitarrista de fado, quem a iniciaria na composição. Mais tarde, a cantautora afirmaria ter encontrado «solo fértil para as suas palavras» no instrumento, uma forma de canalizar a energia criativa da sua adolescência.
Mafalda Veiga estreia-se como autora em 1983, precisamente com o tema Velho, com o qual em 1984 ganharia o Festival da Canção de Silves. No mesmo ano, Mafalda ingressa no curso de Línguas e Literaturas Modernas, na Faculdade de Letras da Universidade de Lisboa, onde veio a fazer a sua licenciatura. Começa a gravar as suas primeiras maquetas, mas o curso universitário toma precedência sobre a carreira musical que ficaria adiada alguns anos.

### Pássaros do Sul e Cantar
Em 1987 dá início a sua carreira discográfica com o álbum "Pássaros do Sul", produzido por Manuel Faria (membro do grupo Trovante). O álbum ofereceu-lhe imediato reconhecimento nacional; o sucesso foi tanto que o disco chegou rapidamente às 10 mil cópias vendidas. Com o sucesso, recebeu prémios como o Troféu Nova Gente para Melhor Cantor e a oportunidade de representar Portugal no Festival Internacional da RTP na Jugoslávia[carece de fontes?]. Este sucesso deveu-se quase exclusivamente à faixa "Planície", levando inclusive a que outras canções como "Restolho", "Sol de Março", (a já referida) "Velho", ou "Nós", que já mostravam o perfil da artista, não fossem valorizadas.
O êxito deste registo levou à rápida gravação do segundo álbum de estúdio da cantora: "Cantar", em 1988 e de novo com a produção de Manuel Faria. O disco recebe o Prémio Antena 1 para Melhor Disco, mas não atinge, contudo, as expectativas em termos comerciais. Apesar de canções como "Por Outras Palavras", "Nazaré", "Por Te Rever" ou "O Nome do Sal", falta-lhe um catalisador como a "Planície" do registo anterior.
Mafalda Veiga decide, então fazer uma pausa na carreira discográfica. Nos quatro anos seguintes, Mafalda Veiga dedicou-se a levar as canções dos dois discos anteriores aos palcos portugueses. Viajou extensivamente pelo país dando concertos, mas destaca-se principalmente deste período a participação especial naqueles que seriam no derradeiros concertos da banda Trovante, em Sagres e nos Coliseus de Lisboa e do Porto.
Foi feita Fidalga de Cota de Armas esquarteladas, o 1.º Cid de Bivar, o 2.º Álvares de Margão, o 3.º Maciel moderno e o 4.º Pimenta (Alvará do Conselho de Nobreza de 15 de Julho de 1991.

### Nada Se Repete
Em 1992 regressou aos estúdios para gravar "Nada se Repete", novamente produzido por Manuel Faria e co-produzido por Amândio Bastos, contando com a participação especial de Luís Represas que, para além da autoria de uma letra, gravou em dueto o tema "Fragilidade". Mafalda Veiga apresentou este disco em dois espectáculos no Teatro São Luiz, em Lisboa.
Em 1993 e 1994, além de realizar concertos por todo o país[carece de fontes?], esteve também por duas vezes em Cabo Verde[carece de fontes?], e em Macau no Teatro D. Pedro V.
Em 1996, surge o álbum "A Cor da Fogueira", com uma nova musicalidade e produção a cargo de José Sarmento, do qual o maior sucesso foi a canção "O Lume".
Em 1999, é editado "Tatuagem", marcando a entrada da cantora no selo Popular, da Valentim de Carvalho. A produção ficou a cargo de Manuel Paulo Felgueiras, membro do grupo Ala dos Namorados. Deste álbum, destacam-se os temas "Tatuagens", em dueto com Jorge Palma, "Cada Lugar Teu", "Um Pouco de Céu", "Uma Noite Para Comemorar" e ainda os temas "No Rasto do Sol" e "Gente Perdida", que viriam alguns anos depois a fazer parte de trilhas sonoras de novelas da Rede Globo.
Mafalda Veiga apresentou "Tatuagem" em três concertos esgotados no grande auditório do CCB e no Rivoli do Porto. Destes concertos resultou o álbum "Mafalda Veiga ao Vivo", disco de platina.
A 10 de Dezembro de 1999 nasce, em Lisboa, na Ajuda, o seu único filho, Tomás da Veiga Marques dos Santos Cordovil, fruto do seu casamento.
O ano de 2000 terminou com a composição de quatro temas originais para a novela "Olhos de Água", transmitida pela TVI.

### Na Alma e na Pele
Em 2002, o tema "No Rasto do Sol" é escolhido para integrar a banda sonora de uma novela da Rede Globo, intitulada Sabor da Paixão. Em Janeiro de 2003, Mafalda é convidada a deslocar-se ao Rio de Janeiro para participar em dois episódios da novela, interpretando ao vivo algumas das suas canções.
Em Março de 2003 surge o sétimo disco da carreira de Mafalda Veiga, "Na Alma e Na Pele". Este trabalho conta com a produção do ex-baixista dos Silence 4, Rui Costa. O álbum é constituído por onze canções originais onde se destacam o single de apresentação, "Uma Gota", e o tema "Cúmplices" dedicado ao Clube de Fãs e conta também com uma faixa interactiva. Neste ano foram realizados espectáculos por todo o país[carece de fontes?] que culminaram com dois concertos esgotados no Coliseu dos Recreios em Lisboa.
No âmbito das Festas da Cidade para o Euro 2004, Mafalda teve, finalmente, o prazer e a honra de fazer a primeira parte do concerto de Suzanne Vega - lugar com que sonhara mas que fora ocupado em 1991 pela sublime Pilar Homem de Melo - tendo sido muito calorosamente recebida pelas mais de quinze mil pessoas que assistiram ao seu concerto e cantaram com ela a maior parte das suas canções.
O ano de 2003 termina com a edição do DVD, do segundo concerto realizado no Coliseu dos Recreios de Lisboa, a 5 de Outubro de 2003. Também em Dezembro, a Quasi Edições lança o primeiro Songbook de Mafalda Veiga, reunindo as letras e cifras de 16 canções escolhidas de cada um dos seus discos.
Em Junho de 2004, a TV Globo voltou a integrar uma canção de Mafalda Veiga ("Gente perdida", do disco "Tatuagem") na banda sonora de uma nova novela, Senhora do Destino.
Em 2005, é editado também pela Quasi Edições, o seu primeiro conto infantil "O carocho pirilampo que tinha medo de voar", integrado na colecção "Tempo dos mais novos", feita em parceria com o Jornal de Notícias.
No dia 20 de Outubro de 2005, Mafalda Veiga recebe o Prémio Carreira Prestígio da Rádio Central FM de Leiria.
Em 2006, Mafalda Veiga se afastou um pouco dos palcos, dedicando-se essencialmente à composição e preparação do seu próximo disco de originais.
Em 2008 foi publicado pela editora Valentim de Carvalho o álbum Chão. Com este álbum, Mafalda ganha o Prémio José Afonso em 2009.

## Outros empreendimentos
Em 2023, Mafalda Veiga junta-se a Carlos Mendes na apresentação do programa Autores, programa da Sociedade Portuguesa de Autores emitido pela TVI em que semanalmente se conversa com pelo menos um autor registado naquela associação.

## Discografia
Álbuns de estúdio:
- Pássaros do Sul (1987)
- Cantar (1988)
- Nada se Repete (1992)
- A Cor da Fogueira (1996)
- Tatuagem (1999)
- Na Alma e na Pele (2003)
- Lado a Lado - com João Pedro Pais (2007)
- Chão (2008)
- Praia (2016)

Álbuns ao vivo:
- Ao Vivo (2000)
- Coliseu, 5 Outubro (2004)

Álbuns compilatórios:
- Zoom (2011)
- Grandes Êxitos (2013)